# Gare d’Urmatt
Gare d’Urmatt – stacja kolejowa w Urmatt, w departamencie Dolny Ren, w regionie Grand Est, we Francji. Jest zarządzana przez SNCF.

## Położenie
Znajduje się na linii Strasburg – Saint-Dié, na km 31,560, między stacjami Heiligenberg – Mollkirch i Mullerhoff, na wysokości 204 m n.p.m..

## Historia
Stację otwarto 15 października 1877 przez Direction générale impériale des chemins de fer d’Alsace-Lorraine, kiedy otwarto odcinek linii z Mutzig do Rothau.

## Linie kolejowe
- Strasburg – Saint-Dié